# Affaire du tribunal de Nice
 (septembre 2020).
L'affaire du tribunal de Nice est une affaire de collusion d'intérêts de certains magistrats du tribunal de Nice, révélée par le procureur du tribunal de Nice depuis 1999, Éric de Montgolfier. Le juge d'instruction Jean-Paul Renard est un de ces magistrats mis en cause par Éric de Montgolfier.
Un rapport rédigé par Vincent Lamanda et rendu public par Le Journal du dimanche le 10 octobre[Quand ?] met en cause des relations de proximité avec des figures du « milieu » et des élus visés par des procédures, des interventions illégales dans des affaires en cours.

## Rapports entre le juge Renard et Michel Mouillot
Les rapports de Jean-Paul Renard et de Michel Mouillot, ancien maire de Cannes, sont aussi en cause. Ils se sont rencontrés à la Grande Loge nationale française (GLNF), Mouillot ayant assisté à l’initiation maçonnique de Renard en 1991. Jean-Paul Renard a instruit des procédures pénales impliquant Michel Mouillot.
Concernant leurs rapports, le Conseil Supérieur de la Magistrature (CSM) relève « leurs signes convenus d’amitié comme l’embrassade et le tutoiement » et reproche à Jean-Paul Renard de « s’être abstenu de révéler à son chef de juridiction l’existence de ses liens » alors qu’il s’est vu confier un dossier le concernant.

## Relations entre Renard et Marcel Allieis
En l’espèce, Jean Paul Renard devait être révoqué et condamné par le Conseil Supérieur de la Magistrature, pour avoir fait acquitter un homme de la mafia calabraise. Cet homme, Marcel Allieis était un mafieux mais également faisait partie de l’univers de la franc maçonnerie tout comme le juge Renard.
Allieis était un habitué des juges d’instruction puisqu’il avait déjà été condamné pour une autre affaire par un confrère de Renard, accusé de trafic d'influence, séquestration et d’autres manœuvres frauduleuses.
En 1994, Allieis a été condamné à une peine amnistiable, malgré de nombreux délits commis par le personnage, ce qui a créé des doutes au sein de la magistrature de Nice et qui a commencé à remettre en question l'intégrité du magistrat.
En outre, Allieis avait continué de fréquenter Renard et cela « dans le but d’obtenir de sa part un effacement de son casier judiciaire moyennant finance.» 

## Relations avec un sénateur poursuivi pour favoritisme
José Balarello, président de l’office HLM des Alpes-Maritimes, était susceptible d’être poursuivi dans un dossier dont le juge Renard avait la charge. À ce sujet, le CSM s’étonne « qu’il ait décidé de prononcer en non lieu sans l’entendre et au seul examen de pièces remises par l’intéressé. »

## Libération d'une personne impliquée dans un trafic de cocaïne
Le juge Renard a été chargé d'instruire un dossier mettant en cause des membres de la haute bourgeoisie niçoise qui étaient usagers réguliers de cocaïne. L'avocat du fournisseur de cocaïne a assuré que son client connaissait Mme Vella, ancienne doyenne des juges d'instruction à Nice, qui selon les dires du client aurait participé à des ébats sexuels collectifs sous l'emprise de cocaïne.
Le juge Renard a donc participé à la libération du trafiquant, se justifiant par un chantage de celui-ci, qui l'aurait menacé de donner le nom de deux magistrates impliquées.

## Sanctions
Le juge Renard se voit sanctionné par le CSM de la mise à la retraite d'office, se fondant sur l'article 45-6 de l'ordonnance du 22 décembre 1958. Le Conseil relève des « violations graves et répétées aux obligations de prudence, de diligence, de neutralité, de loyauté et de rigueur professionnelle révélées à l’examen des sept griefs retenus, toutes contraires à l’honneur et à la considération et ayant porté atteinte à l’autorité de la justice » et lui reproche d'avoir « perdu les repères éthiques indispensables à l’exercice des fonctions de magistrat en même temps que tout crédit juridictionnel à l’égard des auxiliaires de justice et des justiciables »
Malgré un recours formé par le juge, cette décision est confirmée par un arrêt du 15 mars 2006 du Conseil d’État